# Лесли, Александр, граф Ливен
Алекса́ндр Ле́сли, 1-й граф Ли́вен (англ. Alexander Leslie; ок. 1580 — 4 апреля 1661) — шотландский полководец, ковенантер, фельдмаршал Швеции (1636 год), активный участник гражданских войн в Англии 1642—1646 годов.

## Молодые годы
Александр Лесли был внебрачным сыном капитана Джорджа Лесли, небогатого дворянина из клана Лесли.
В 1605 году молодой Александр поступил на службу в шведскую армию, а после начала Тридцатилетней войны стал одним из командующих шведских отрядов, действующих в Германии. В 1626 году король Швеции Густав II Адольф за отличия, проявленные в сражениях с немцами, возвел Александра Лесли в рыцарское достоинство и присвоил ему звание генерал-лейтенанта.
В 1632 году Лесли-старший был серьёзно ранен в одной из битв, однако уже в 1636 году он получил от шведского короля звание фельдмаршала.

## Ковенантер
Восстание в Шотландии 1637 года против королевского абсолютизма и попытки реформирования пресвитерианской церкви по англиканскому образцу заставили Александра Лесли в 1638 году вернуться в Шотландию. Он с воодушевлением принял «Национальный ковенант» и стал одним из организаторов новой шотландской армии, собираемой для защиты страны от посягательств короля Карла I. Эта армия была сформирована из вернувшихся на родину шотландских солдат, служивших в наемных отрядах в Швеции, Германии, Франции, а также из ополченцев, сторонников Ковенанта. Благодаря своему авторитету в военном деле и популярности Александр Лесли стал во главе этого войска. На флаге шотландской армии он разместил следующие слова: «За корону и завет Иисуса». Лесли также удалось обеспечить достаточно хорошее вооружение шотландской армии, привезя оружие и амуницию из Швеции.
Армия во главе с Александром Лесли одержала победу над войсками короля в Епископских войнах 1639—1640 годов и обеспечила независимость страны и продолжение развития Шотландии по пути создания парламентской монархии.
В 1641 году, во время визита Карла I в Шотландию, король даровал Александру Лесли титул графа Ливена и назначил его в состав своего Тайного совета, признав, таким образом, таланты генерала и стремясь заручиться его поддержкой. По некоторым сведениям, Лесли поклялся больше не поднимать оружие против короля.

## Гражданская война
В 1643 году, после заключения военно-религиозного союза английского и шотландского парламентов, известного под названием «Торжественная лига и Ковенант», Шотландия приняла решение вступить в гражданскую войну в Англии на стороне английского парламента против короля. Была сформирована крупная шотландская армия, командование которой было поручено графу Ливену. В январе 1644 года шотландцы вступили на территорию Англии. Это означало нарушение Александром Лесли его клятвы королю, если такая действительно была.
Шотландские войска графа Ливена заняли Нортумберленд и, объединившись с армией английского парламента, осадили Йорк. 22 июля 1644 года в битве при Марстон-Муре роялистам была нанесено тяжелое поражение. Значительный вклад в победу парламентских армий внесли шотландцы графа Ливена: шотландская пехота стойко отражала атаки роялистов, а кавалерия Дэвида Лесли, племянника Ливена, нанесла решающий удар по войскам Карла I. В результате сражения при Марстон-Муре северные регионы Англии были практически очищены от войск роялистов, шотландцы закрепились в важнейших крепостях Нортумберленда и Камберленда. Йорк также вскоре пал под натиском англо-шотландских армий.
В 1645 году роялисты попытались взять реванш в самой Шотландии: под руководством Джеймса Грэма, маркиза Монтроза они одерживали одну победу за другой, ставя под угрозу власть ковенантеров в Шотландии. Граф Ливен отправил на борьбу с Монтрозом часть своей армии под командованием генерала Уильяма Бейли, однако роялисты в битвах при Алфорде и Килсайте нанесли ей поражение. Наконец, в августе 1645 года на помощь шотландскому правительству был откомандирован кавалерийский корпус Дэвида Лесли, который 13 сентября 1645 года наголову разбил Монтроза в сражении при Филипхоу, устранив угрозу реставрации роялистов. Вынужденный лишиться большей части своих войск, отосланных в Шотландию, граф Ливен не смог в конце 1645 — начале 1646 года добиться сколь-либо существенных успехов в борьбе с роялистами в Англии, в то время как армия Оливера Кромвеля с триумфом продвигалась по стране, разбивая остатки войск короля.
Когда к маю 1646 года стало очевидным поражение роялистов, король Карл I предпочёл сдаться на милость шотландцев. Он прибыл в лагерь шотландской армии и вручил свою судьбу в руки графа Ливена. Длительные переговоры ковенантеров с королём об условиях его реставрации успехом не увенчались, и в начале 1647 года Карл I был выдан англичанам, согласившимся на уплату 400 тысяч фунтов стерлингов в качестве вознаграждения шотландской армии за её помощь в борьбе против роялистов.

## Борьба с Кромвелем
В 1648 году общественное мнение в Шотландии склонилось на сторону короля, который содержался под арестом в Англии. Была сформирована армия, которая должна была прийти на помощь королю и английским пресвитерианам в их борьбе против индепендентов Оливера Кромвеля. Командование этой армии предполагалось возложить на графа Ливена, однако он отказался, не желая участвовать в этом предприятии. В результате шотландские войска, которые возглавил герцог Гамильтон, были разбиты в августе 1648 года англичанами в битве при Престоне.
В 1650 году в Шотландию вернулся Карл II, сын казненного короля Карла I. Вместе с лидерами ковенантеров он начал борьбу с Оливером Кромвелем. Стареющий граф Ливен опять отказался от руководства шотландскими вооруженными силами, которое было передано его племяннику Дэвиду Лесли. В конце 1650 года войска Оливера Кромвеля вторглись в Шотландию и разгромили шотландцев в битве при Данбаре. В следующем году страна была оккупирована английскими войсками, король Карл II бежал, а Шотландия была включена в состав «Содружества» под управлением Кромвеля.
В августе 1651 года Александр Лесли был пленён английскими драгунами и заключен в лондонский Тауэр. Спустя некоторое время, за уплату выкупа в размере 20 тысяч фунтов стерлингов, Лесли был освобожден и удалился в Нортумберленд. Вскоре, однако, он вновь был арестован, и только благодаря посредничеству королевы Швеции получил свободу.
4 апреля 1661 года Александр Лесли скончался в своем поместье в Файфе. Его старший сын умер достаточно молодым, второй сын, Густав Лесли, который, по примеру отца, поступил на службу в шведскую армию, также его не пережил. Поэтому в качестве графа Ливена Александру Лесли наследовал его внук, также названный Александром.